# Dwayne James
Dwayne James (15 maggio 1992) è un calciatore trinidadiano, difensore del North East Stars.